# Michael Bishop, Nam tước Glendonbrook
Michael David Bishop, Nam tước Glendonbrook, CBE (sinh ngày 10 tháng 2 năm 1942) là một doanh nhân người Anh và là life peer đã vươn lên nổi bật với tư cách là chủ sở hữu của hãng hàng không BMI. Ông đã bán cổ phần của mình trong hãng hàng không cho Lufthansa vào ngày 1 tháng 7 năm 2009 và (tính đến  năm 2008) có tài sản cá nhân ước tính là £280 triệu. Ông là một trong những giám đốc điều hành cấp cao đồng tính công khai đầu tiên của đất nước.

## Tuổi thơ
Michael Bishop được sinh ra ở Bowdon, Cheshire. Con trai của một ông chủ nhà máy, sáu tuổi, ông được cho một chuyến bay vui vẻ, và vào năm 1949, cha mẹ ông đã đưa ông lên chuyến bay của Aer Lingus tới Dublin để tìm kiếm sôcôla, một điều hiếm thấy trong khẩu phần sau chiến tranh ở Manchester.
Được đào tạo tại Trường Mill Hill độc lập ở phía bắc London, ông rất thích bay và kết quả là một loạt các công việc trong kỳ nghỉ ở trường với một nhiếp ảnh gia trên không.

## Đời tư
Bishop là người đồng tính công khai và, kể từ năm 2008, đã lên tiếng công khai về quyền của người đồng tính và thành công tại nơi làm việc. Ông thường được báo chí gọi là "dapper", để ghi nhận cảm giác thanh lịch sắc sảo của mình.
Thành viên của đảng Bảo thủ từ năm 17 tuổi, ông là chủ tịch Hội đồng quản trị của Công ty Opera D'Oyly Carte, quảng bá và đôi khi, trong những năm gần đây, đã quay lại sản xuất các vở opera của Gilbert và Sullivan để tài trợ cá nhân của mình. Bishop sống ở Luân Đôn và ở Bruern Abbey, West Oxfordshire, đã mua bất động sản từ thế kỷ 18 vào năm 2013. Tu viện đã được tân trang lại hoàn toàn thuộc quyền sở hữu của mình, bao gồm việc lắp đặt 'một cầu thang đá đúc hẫng lớn và ấn tượng và hai mươi lăm km cáp dữ liệu' cũng như một 'bãi đậu xe ngầm lớn'.